# Nesjahverfi
Nesjahverfi é uma localidade na Islândia, com uma população de cerca de 92 habitantes em 2018.